# Município de Concord (condado de Miami, Ohio)
Localização do Ohio nos E.U.A.
O município de Concord (em inglês: Concord Township) é um município localizado no condado de Miami no estado estadounidense de Ohio. No ano 2010 tinha uma população de 30353 habitantes e uma densidade populacional de 321,62 pessoas por km².

## Geografia
O município de Concord encontra-se localizado nas coordenadas 40° 02′ 38″ N, 84° 14′ 37″ O. Segundo o Departamento do Censo dos Estados Unidos, o município tem uma superfície total de 94.37 km², da qual 93 km² correspondem a terra firme e (1.46%) 1.38 km² é água.

## Demografia
Segundo o censo de 2010, tinha 30353 pessoas residindo no município de Concord. A densidade de população era de 321,62 hab./km².